# گرالا-دانبروویزنا
گرالا-دانبروویزنا (به لهستانی:  Grala-Dąbrowizna) یک روستا در لهستان است که در گمینا سکوژتس واقع شده‌است.